# Cho Gu-ham
Cho Gu-ham (né le 30 juillet 1992 à Chuncheon) est un judoka sud-coréen. Trois fois médaillé dans les compétitions continentales, le bronze aux Championnats d'Asie 2013 et aux Jeux asiatiques 2014, l'argent aux Jeux asiatiques 2018, il remporte cette dernière année la médaille d'or aux Championnats du monde.

## Biographie
Il participe aux Jeux olympiques de 2016, dans la catégorie des moins de 100 kg où il est éliminé au 3e tour par Artem Bloshenko.
Il remporte la médaille d'or des championnats du monde 2018 dans la catégorie des moins de 100 kg.

## Palmarès

### Compétitions internationales
| Année | Compétition           | Lieu    | Résultat | Catégorie       |
| ----- | --------------------- | ------- | -------- | --------------- |
| 2013  | Championnats d'Asie   | Bangkok | 3e       | plus de 100 kg  |
| 2014  | Jeux asiatiques       | Incheon | 3e       | plus de 100 kg  |
| 2018  | Jeux asiatiques       | Jakarta | 2e       | moins de 100 kg |
| 2018  | Championnats du monde | Bakou   | 1re      | moins de 100 kg |